# Brevets parachutistes militaires néerlandais
Pour les articles homonymes, voir Brevet parachutiste.
Le brevet parachutiste militaire néerlandais est une qualification militaire sanctionnant une formation et autorisant certains types de sauts en parachute en fonction du brevet.

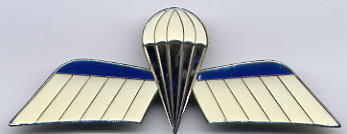
insigne métal argenté

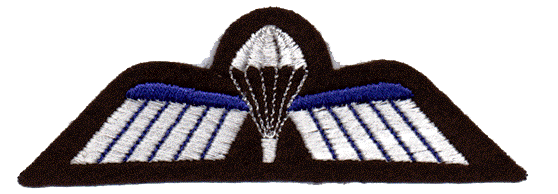
insigne tissu noir et blanc

## Brevet élémentaire

### Conditions d'obtention
Le brevet élémentaire parachutiste militaire néerlandais, également appelé Licence A, s'obtient au terme d'une formation théorique et de 5 sauts individuels en ouverture automatique (SOA) à 2 000 pieds.
Contrairement au brevet militaire français, il n'est pas nécessaire d'effectuer un saut de nuit ou avec matériel pour réussir le brevet, ce qui le rend plus accessible.
Le port du brevet métallique ou brodé sur l'uniforme est règlementé par la note de service militaire VS 2-1593 de l'armée royale néerlandaise.

### Agrément aux militaires étrangers
Les militaires d'autres pays, d'active ou de réserve, peuvent obtenir le brevet parachutiste militaire néerlandais au terme d'une formation dans un centre agréé par l'armée royale néerlandaise.

### Centres d'instruction et de formation au parachutisme
Aux Pays-Bas il n'y a pas d'ETAP comme à Pau. Les militaires néerlandais comme étrangers sont obligés d'aller dans un centre d'instruction civil agréé par l'armée royale néerlandaise. Il en existe deux :
- Paracentrum Texel

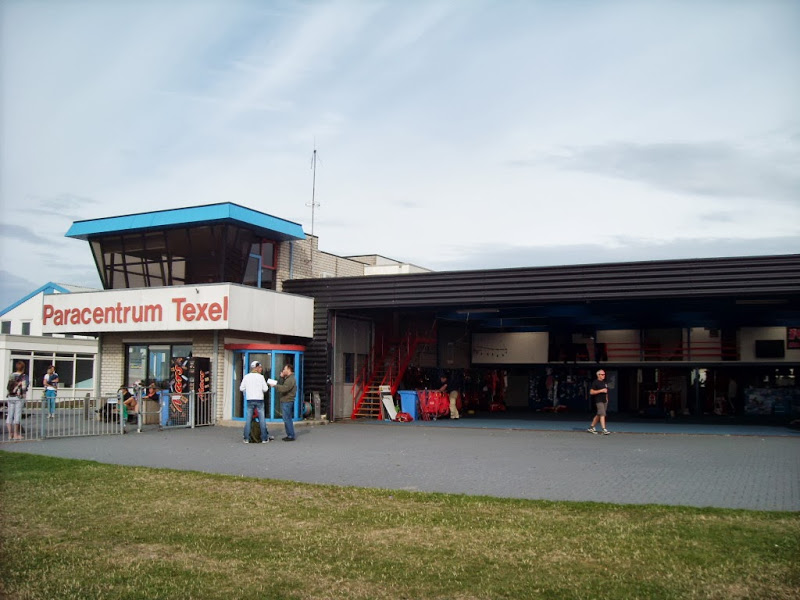
Paracentrum Texel

Ce centre d'instruction est situé sur l'île de Texel en mer du Nord.
L'instruction au sol est dispensée si possible par un moniteur francophone. En revanche dans l'avion le jumpmaster peut être anglophone.
L'avion utilisé est un Cessna C-208. Le saut s'effectue à 3 500 pieds avec une voile carrée.
Le stagiaire n'aura pas à replier sa voile. Des plieurs de parachute agréés sont là pour s'en occuper.
L'ennemi du stagiaire sur cette île sera le vent. En effet, avec la proximité de la mer, la vitesse du vent peut être importante et peut obliger le stagiaire à reporter son saut au lendemain.
- Nationaal Paracentrum Teuge

Ce centre d'instruction est situé dans le centre est du pays, à proximité de la ville d'Apeldoorn.